# 지기 말리
지기 말리(Ziggy Marley, 1968년 10월 17일 ~ )는 자메이카의 레게 가수이다.